# Elecciones estatales de Morelos de 1988
Las Elecciones estatales de Morelos de 1988 se llevaron a cabo el domingo 20 de marzo de ese año, y en ellas fueron renovados los titulares de los siguientes cargos de elección popular del estado mexicano de Morelos:
- Gobernador de Morelos. Titular del Poder Ejecutivo del estado, electo para un periodo de seis años no reelegibles en ningún caso, el candidato electo fue Antonio Riva Palacio López.
- 15 diputados del Congreso del Estado. De los cuales 12 son electos por mayoría relativa y 3 por representación proporcional.
- 33 Ayuntamientos. Formados por un Presidente Municipal y regidores, electos para un periodo de tres años, no reelegibles de manera consecutiva.

## Resultados electorales

### Gobernador
|  | 75.8 % |

|  | 7.9 % |

|  | 5.7 % |

|  | 5.4 % |

|  | 2.1 % |

|  | 2.0 % |

|  | 1.1 % |

|  | 100 % |

### Ayuntamientos

#### Cuernavaca
- Julio Mitre   Hecho

#### Tepalcingo
- Jorge Coria Chepetla   Hecho